# Yolanda Soares
Yolanda Isabel d'Albuquerque Pina Soares (Lisbona, 30 novembre 1972) è una cantante portoghese.
Meglio conosciuta dal suo nome d'arte Yolanda Soares, la Soares è anche un soprano, un'autrice e una "crossover" solista.

## Biografia
Yolanda Soares è nata e cresciuta in una famiglia con forti tradizioni musicali e artistiche, soprattutto in relazione al fado e alla danza.
Ha frequentato il "Conservatorio Nacional de Lisboa" con l'intenzione di dedicarsi al balletto, ma ben presto si è dedicata alla carriera di cantante.

## Discografia
- 2007 Music Box- Fado em Concerto
- 2010 "Metamorphosis"